# Ступино (Печорский район)
Сту́пино, ранее также Сту́пина (эст. Stupina), Стре́пина, Ту́пина (эст. Tupina) — деревня в Печорском районе Псковской области России. Входит в состав сельского поселения «Круппская волость».
Относится к нулку Саатсеринна исторической области Сетумаа.

## География
Расположена на севере района в 4,5 км от побережья Псковского озера и в 4,5 км к югу от волостного центра, деревни Крупп. В 1,5 км к западу от деревни проходит граница РФ с Эстонией.

## Население
По состоянию на конец 2000 года в деревне насчитывался один 1 житель.
| 2001 | 2002 | 2010 |
| ---- | ---- | ---- |
| 1    | ↘0   | →0   |